# Копилово (Томський міський округ)
Копило́во (рос. Копылово) — селище у складі Томського міського округу Томської області, Росія.

## Населення
Населення — 167 осіб (2010; 146 у 2002).
Національний склад (станом на 2002 рік):
- росіяни — 88 %